# Укіха

Укіха́ (яп. うきは市, うきはし, МФА: [ukʲihaɕi ɕi̥]?) — місто в Японії, в префектурі Фукуока.     Отримало статус міста 2005 року. Площа становить 117,55 км². Станом на 1 липня 2012 року населення складало 31 129  осіб, густота населення — 265 осіб/км².     

## Історія
Укіха отримала статус міста 20 березня 2005 року.